# Иниго фон Урах
Эберхард Фридрих Иниго фон Урах, граф Вюртембергский (род. 12 апреля 1962, Мюнхен, Германия) — представитель дома фон Урах, предприниматель. Нынешний глава королевского дома Литвы.

## Биография
Иниго родился 12 апреля 1962 года. Он был младшим ребёнком Эберхарда фон Ураха (1907—1969) и принцессы Иниги Турн-и-Таксис (1925—2008). Он является внуком Вильгельма фон Ураха, 2-го герцога Урахского, который с 11 июля по 2 ноября 1918 года был королём Литвы под именем Миндовга II. По материнской линии является потомком князей Турн-и-Таксис, одного из знатнейших родов Священной Римской Империи. В 1969 году умер Эберхард фон Урах, когда Иниго было семь лет.
В 1991 году его старший брат Карл Ансельм (род. 1955) отказался от титула герцога Урах из-за морганатического брака. Титул перешёл к среднему брату Вильгельму Альберту (род. 1957), однако он уже в следующем году сам женится на Карен фон Браухич. Было спорно является ли брак морганатическим или нет. В итоге было решено, что Вильгельм Альберт сохраняет главенство в доме Урах, но отказывается от главенства в королевском доме Литвы, в пользу Иниго.
В 2009 году, в возрасте 47 лет, он совершил свой первый визит в Литву. С того времени, он регулярно посещает Литву. Однако, его первый официальный визит в Литву состоялся с 17 по 21 ноября 2012 года.  Литовское монархическое движение считает Иниго законным претендентом на ныне несуществующий литовский престол. В 2012 году, Иниго заявил, что если литовцы когда-нибудь захотят возродить монархию, он будет готов стать королём. Однако он отметил, что это решение будет принимать не он, а литовский народ.
Иниго поддерживает литовский культурный центр в Германии, чтобы продвигать литовскую культуру. Во время визитов в Литву, он встречается с литовцами из самых разных слоев общества. Он также усердно работает над продвижением Литвы за рубежом, и он пытается наладить более тесные связи между литовским дворянством и остальной европейской знатью.
Иниго является критиком ядерной энергетики, считая её дорогостоящей и бесперспективной в долгосрочной перспективе и призывающий вместо этого сосредоточиться на устойчивой энергетике. Иниго также, положительно отреагировал на закрытие Игналинской АЭС в Литве, заявив, что произведенные ею ядерные отходы были радиационными, ядовитыми и опасными.
Иниго также является управляющим несколькими компаниями. С 2010 года, он является владельцем компании Ignalina Silas. С 2011 года, является генеральным директором и совладельцем The Nobleweb Company Ldt. Также владеет такими компаниями, как Forstdienstleistungen, Forestal Services и Inhaber und Geschäftsführer Fürst von Urach.
До карьеры предпринимателя он работал лесником. Ранее, он служил бундесвере, в звании майора. В интервью изданию Moteris, Иниго заявил что надеется на то, что его старший сын поедет по его стопам.
4 июля 2014 года, он посетил исторический Президентский дворец в Каунасе и оставил запись в гостевой книге.
Он говорит на немецком и английском и немного на литовском. В 2014 году, появился на литовском телевидении в качестве гостя.

## Брак и дети
Иниго женился 21 сентября 1991 года, на баронессе Даниэле фон унд цу Бодман (род. 1963). У супругов родилось трое детей:
- Эберхард (род. 20 октября 1990)
- Ансельм (род. 29 ноября 1992), в 2018 году женился на Кларе фон Кемпис (род. 1991). Супруги имеют двоих детей:
  - Беатриса (род. 20 января 2021)
  - Леопольд (род. 2023)
- Амелия (род. 11 ноября 1994)